# 卡拉穆奇塔縣

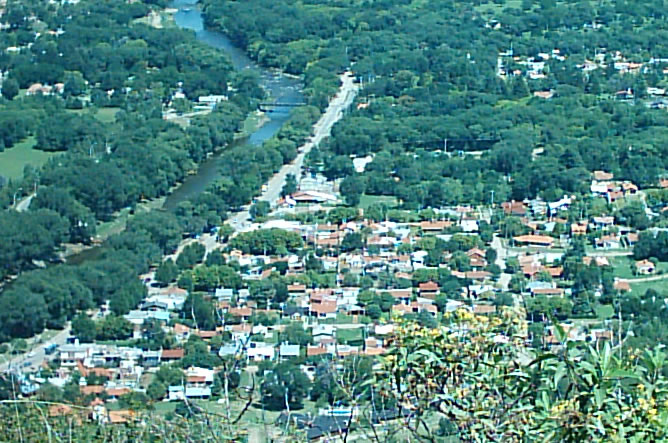

31°59′S 64°22′W / 31.983°S 64.367°W
卡拉穆奇塔縣（西班牙語：Departamento Calamuchita），是阿根廷的縣份，位於該國東北面科爾多瓦省，首府設於聖奧斯汀，面積4,642平方公里，2010年人口54,730，人口密度每平方公里11.79人。 